# Bye Bye Brasil
Bye Bye Brasil – brazylijska komedia z 1979 roku w reżyserii Carlosa Dieguesa. W 2015 roku film został umieszczony na liście 100 najlepszych brazylijskich filmów wszech czasów przez Abraccine (Brazylijskie Stowarzyszenie Krytyków Filmowych).
Film koncentruje się na przemianach, które miały miejsce w Brazylii w latach 70. do wczesnych lat 80. XX wieku, podkreślając gospodarcze, społeczne i kulturowe konsekwencje procesu modernizacji i industrializacji kraju.

## Opis
Salomé, Lorde Cigano i Andorinha to członkowie Caravany Rolidei – trupy wędrownych artystów, którzy przemierzają Brazylię, wystawiając spektakle dla najbiedniejszych warstw społecznych, nieposiadających telewizora. Są negatywnie nastawieni do telewizji, nazywając anteny "rybimi ośćmi". Przyłączają się do akordeonisty Ciço i jego żony Dasdô, po czym wędrują od Amazonii aż do stolicy kraju, Brasílii.
Punktem wyjścia jest odległe miasto położone na północy kraju. Bohaterowie wyobrażają sobie Amazonię jako egzotyczne miejsce, pełne bogactw naturalnych i zamieszkane tylko przez Indian. Ale po drodze Lorde Cigano widzi sceny wylesiania, okupacji i eksploatacji ziemi przez obcokrajowców, a także ubóstwo materialne i intelektualne mieszkańców tego regionu.
Wędrując przez północno-wschodnią część kraju, karawana obserwuje skutki spowolnionego rozwoju gospodarczego, skrajne ubóstwo i żarliwą religijność – symbol nadziei narodu brazylijskiego. W miastach na północnym wschodzie, otoczonych pięknymi plażami, trupa jest świadkiem pierwszych konsekwencji wzrostu liczby ludności – dużego natężenia ruchu, zanieczyszczenia i spadku jakości życia, a także degradacji środowiska.
Film ukazuje Brazylię pełną sprzeczności: z jednej strony nowo powstającą infrastrukturę, a z drugiej wylesianie i pozbawianie rdzennej ludności ich ziem. Proces modernizacji jest pożegnaniem "starej" Brazylii – wiejskiej, archaicznej.

## Obsada
- José Wilker – Lorde Cigano
- Bety Faria – Salomé
- Fábio Júnior – Ciço
- Zaira Zambelli – Dasdô
- Jofre Soares – Zé da Luz
- José Maria Lima – asystent
- Emmanuel Cavalcante – prefekt
- Rinaldo Gines – wódz indiański
- Marieta Severo – pracownica opieki społecznej
- José Carlos Lacerda
- Marcus Vinícius
- Príncipe Nabor

## Nagrody
Źródło
| Rok  | Festiwal           | Nagroda              | Wynik     |
| ---- | ------------------ | -------------------- | --------- |
| 1980 | 33. MFF w Cannes   | Złota Palma          | Nominacja |
| 1981 | SESC Film Festival | Nagroda Publiczności | Nagroda   |